# Iglesia de San Esteban (Les Pereres)
La iglesia de Sant Esteve de les Pereres, se encuentra en la entidad de población de Les Pereres perteneciente al municipio de Fontanals de Cerdaña de la comarca de la Baja Cerdaña (España).

## Historia
Está documentada a finales del siglo X en el acta de consagración de la Seo de Urgel. Sufrió, como casi todas las iglesias de la zona , el saqueo por parte de las tropas cátaras en el año 1198. Fue abandonada después de los daños sufridos en 1936. Con motivo de este abandono se derrumbó la parte central de la nave. En el año 1992 se procedió a su restauración.

## El edificio
La fecha de su construcción está datada de mitad del siglo XII. En los muros de su nave se aprecia claramente hileras de opus spicatum hasta una altura de unos 2,80 metros a partir de esta medida las hileras son de piedras más grandes, alargadas y sensiblemente trabajadas formando muros de 1,50 metros de grueso. Dos arcos torales de medio punto dividen la nave en tres tramos.
En reformas del siglo XVIII se abrieron dos capillas laterales en ambos lados y un orificio para poner la antigua pila bautismal de inmersión.
El ábside semicircular más pequeño que la nave tiene una ventana estrecha trabajada rudimentariamente.
En la fachada de poniente tenía un campanario de espadaña de su misma anchura, con dos aberturas que fue remodelado en la reforma del siglo XVIII, cuando también se trasladó la puerta de entrada a esta misma fachada.